# Ivar Mathisen
Ivar Mathisen   (Bærum, 14 de juny de 1920 - Bærum, 7 d'octubre de 2008) fou un piragüista noruec que va competir entre finals de la dècada de 1940 i començaments de la de 1950.
Des de ben petit va formar part del club de piragüisme Bærum KK. Durant l'ocupació alemanya de Noruega el club es va dissoldre, però diversos membres van continuar entrenant. Durant la tardor de 1940, Mathisen i nou persones més es van involucrar en l'organització de resistència Milorg, al grup 13321. Durant l'estiu van celebrar reunions a les illes de l'Oslofjord i van realitzar exercicis paramilitars a la zona boscosa de Vestmarka. Mathisen mai va ser descobert.
Mathisen es va beneficiar de la seva activitat física durant la Segona Guerra Mundial. Va obtenir el seu primer títol nacional noruec el 1946 i el seguirien vuit títols més, l'últim el 1953.
El 1948 va prendre part en els Jocs Olímpics d'Estiu de Londres, on va disputar dues proves del programa de piragüisme. Formant parella amb Knut Østby va guanyar la medalla de plata en el K-2 10.000 metres, mentre en el K-2 1.000 metres fou quart. Quatre anys més tard, als Jocs de Hèlsinki, tornà a disputar dues proves del programa de piragüisme. En ambdues proves fou cinquè.

En el seu palmarès també destaquen dues medalles de plata al Campionat del Món de piragüisme en aigües tranquil·les, el 1948 i el 1950.